# Maison Hayashi
La maison Hayashi est l'une des quatre maisons de go de l'époque d'Edo. Elle ne joua que les seconds rôles, ne produisant jamais un Meijin. Toujours alliée traditionnellement à la maison Hon'inbō, elle ne survécut pas à la fin de l'époque d'Edo : sa direction revint à Shuei en 1864, et lorsque celui-ci devint également le chef de la maison Hon'inbō en 1884, les deux maisons fusionnèrent de facto.
À partir de Monnyū, le chef de la maison, lorsqu'il était en activité, était appelé Hayashi Monnyū. La liste suivante n'est pas certaine en ce qui concerne les deux premiers Hayashi. 
1. 林 門入齋  Monnyūsai à partir de 1612
2. 林 門入 Monnyū  jusqu'en 1685
3. 林 玄悦 Gen'etsu  1685-1706
4. 林 朴入 Bokunyū  1706-1726
5. 林 因長 Inchō 1727-1743
6. 林 門利 Monri 1743-1746
7. 林 転入 Tennyū 1746-1757
8. 林 祐元 Yūgen 1757-1789
9. 林 門悦 Mon'etsu 1789-1816
10. 林 鐵元 Tetsugen 1816-1819
11. 林 元美 Gembi 1819-1848
12. 林 柏栄 Hakuei 1848-1864
13. 林秀榮 Shuei